# Cines Verdi
Los Cines Verdi son un complejo de salas de exhibición cinematográfica ubicado a las calles Verdi y Torrijos del barrio de Gracia de Barcelona. Son considerados un referente por los cinéfilos, lejos de los circuitos comerciales.

## Historia
La primera sala de exhibición de films en el número 32 de la calle de Verdi fue inaugurada el 11 de febrero de 1926 con el nombre de Salón Ateneo Cine, en el local que ocupaba un teatro llamado "Moratín".  El 23 de octubre de 1987 se inauguró la reforma que dividió la sala única, con platea y anfiteatro, en una multicine de tres salas: la platea convertida en la sala principal y el anfitieatro en dos salas. En tal fecha se proyectaron las películas El halcón maltés, The Rocky Horror Picture Show y Streep. Años más tarde, el 1992, lo que era una sala de baile en la planta superior, se convirtió en dos salas más. El complejo fue ampliado en 1995 con cuatro salas más, con entrada por la calle Torrijos y el nombre Verdi Park. 
En enero de 2015 se publicó que los cines estaban en peligro de cierre y el 30 de julio del mismo año que habían sido comprados por A Contracorriente Films, una distribuidora de cine independiente.
Programado desde 1983 por Enric Pérez, todavía como sala única, fue el primer complejo de Barcelona en especializarse en cine independiente en versión original subtitulada. Su filosofía de exhibición cambia con los años, como también lo hacen los hábitos del consumo cultural del público, de forma que el cine más exigente y radical de la primera época deja progresivamente a una programación más ecléctica. 
Los Cines Verdi también se han extendido, primero hasta el cine Moderno (del cual se desvincularon en 1990), después hasta el Nápoles (con dos salas más) y recientemente hasta la programación de los Méliès, propiedad del excrítico y cineasta Carles Balagué. Los Verdi tienen que hacer frente a la competencia de la cadena Renoir de Madrid, que se establece en Barcelona en los noventa con Renoir Les Corts y Renoir Floridablanca, y a los Icaria Yelmo, inclinados hacia una visión más comercial de la versión original.

## Premios y reconocimientos
- Premio Sant Jordi de Cinematografía, en 1989 y en 1992.
- Pulses Butaca, en 2007.
- Nombrada mejor sala de cine de Barcelona por la revista Time Out, en 2009[5]
- Medalla de Honor de Barcelona, en 2013, "por una larga trayectoria en el campo de la difusión cinematográfica, con una oferta de cine de calidad alejada de los circuitos comerciales".[5]